# Långsjön (Skogs socken, Hälsingland)
Långsjön är en sjö i Ockelbo kommun i Hälsingland och ingår i Hamrångeåns huvudavrinningsområde. Sjön är 15,1 meter djup, har en yta på 0,184 kvadratkilometer och befinner sig 267,3 meter över havet.

## Delavrinningsområde
Långsjön ingår i det delavrinningsområde (677292-154260) som SMHI kallar för Utloppet av Stor-Vrången. Medelhöjden är 282 meter över havet och ytan är 3,61 kvadratkilometer. Det finns inga avrinningsområden uppströms utan avrinningsområdet är högsta punkten. Vattendraget som avvattnar avrinningsområdet har biflödesordning 3, vilket innebär att vattnet flödar genom totalt 3 vattendrag innan det når havet efter 53 kilometer. Avrinningsområdet består mestadels av skog (74 procent). Avrinningsområdet har 0,67 kvadratkilometer vattenytor vilket ger det en sjöprocent på 18,5 procent.